# 盧扎 (基洛夫州)
60°37′N 47°17′E / 60.617°N 47.283°E
盧扎（俄语：Лу́за）是俄羅斯基洛夫州西北部的一個城市、盧扎區行政中心，位於盧扎河畔，距基洛夫西北301公里。2002年人口12,311人。
1899年建立，1944年設市。